# Fab Morvan
Fabrice Morvan (Paris, 14 de maio de 1966), também conhecido como Fab Morvan, é um cantor, compositor, dançarino e modelo francês. Ele formava a famosa dupla pop Milli Vanilli  juntamente com Rob Pilatus.

## Biografia

### Vida
Morvan nasceu em Paris, França, filho de um arquiteto africano do Congo residente em Paris e uma farmacêutica francesa branca. Durante sua juventude, ele tinha grande admiração com as músicas britânicas e americanas, principalmente a ouvir Beatles, Queen e Jackson Five. Ele também treinou para tornar-se um profissional trampolim até que uma lesão no pescoço o obrigou a mudar seu rumo profissional. Morvan saia muitas vezes acompanhado com seu avô, um pescador comercial, com a Caribenhos onde ele teria contato com o reggae.
Aos 18 anos, ele mudou-se para Alemanha, onde ele trabalhou como dançarino Break, modelo e seria influenciado pelos sons do funk, soul music, rap e música pop. Foi nesse momento que ele conheceu em um clube de Munique, Rob Pilatus. A dupla tendo encontrado um interesse comum no domínio da música e decidiram formar juntos um grupo de rock.

### Milli Vanilli
A dupla logo foi notada pelo produtor musical Frank Farian, que convenceu-a a assinar um contrato para fazerem parte de um grupo musical. Pouco tempo depois de uma visita a Turquia, quando a dupla procurava um nome para a banda, viram um nome em um slogan publicitário e assim Milli Vanilli nasceu, com Morvan e Pilatus servindo como rostos para o público os talentos vocais de Charles Shaw, John Davis, e Brad Howell, que Farian achava que eram músicos talentosos, mas faltava-lhes uma imagem comercial.
Em um concerto gravado pela MTV, houve um problema no playback que fez a crítica cair em cima sobre o fato deles realmente não serem os cantores das músicas.
Depois das grandes suspeitas quanto ao sucesso da dupla e quando Morvan e Pilatus pressionaram Farian a deixar eles cantarem o próximo álbum, o produtor revelou a verdade aos repórteres em 15 de novembro de 1990 dizendo que Morvan e Pilatus nunca chegaram a cantar as músicas e as suas vozes eram dubladas. O Grammy do Milli Vanilli foi retirado quatro dias depois, e a Arista Records retirou-os de sua lista e eliminou os seus álbuns e Masters de seus catálogos, tornando Girl You Know It's True, o álbum de maior venda a ser retirado de impressão. Uma decisão judicial nos Estados Unidos permitiu a qualquer um que tivesse comprado o álbum da dupla obter um reembolso.
Farian, mais tarde, falhou em uma tentativa de retorno para o grupo sem Morvan e Pilatus.

### Posteriormente
Tempos depois a dupla mudou-se para Los Angeles, onde criaram um álbum sob o nome Rob & Fab, mas apesar dos comentários positivos que recebe; constrangimentos financeiros e a fraca promoção devido ao escândalo Milli Vanilli em torno da acusação de dublagem, levaram suas vendas ao fracasso.
Tempo depois, uma porta-voz de Fab Morvan, Ilene Proctor, confirmou para a MTV News via e-mail que Morvan e Pilatus não tinham se falado desde 1995, embora ela diga que Pilatus tinha entrado em contato com Morvan por questões de gestão. Proctor também deixou claro que Morvan não tinha perdoado Farian, a quem, disse, é "voltar a ganhar com os rapazes".
Pilatus passou três meses preso por agressão, vandalismo, roubo e tentativa de suicidio, fora que passou seis meses numa clínica de reabilitação contra drogas antes de regressar à Alemanha. A depressão de Pilatus acabou em morte provocada por uma overdose acidental (contestada) de medicamentos prescritos e álcool em Frankfurt em 2 de abril de 1998.

### Epílogo
Morvan passou os anos seguintes como músico e locutor, enquanto aprimorava seus talentos musicais. Em 1998 ele foi um DJ na famosa rádio Kiis FM, de Los Angeles. Durante esse tempo, ele também se apresentou 1999 no festival Wango Tango para 50.000 pessoas no Dodger Stadium. Em 2000, Morvan participou de um documentário ds BBC sobre o Milli Vanilli, assim como no primeiro episódio do Behind the Music da VH1. Morvan passou o ano de 2001 fazendo turnê, antes de se apresentar em 2002 no recém-ianugurado Velvet Lounge no Hard Rock Café Hotel em Orlando, Flórida. Em 2003 Morvan lançou seu primeiro álbum solo, Love Revolution.
Em 2006, foi lançado o álbum "Greatest Hits" do Milli Vanilli.
Novas músicas do Fabrice, "Roll" e "Time Will Reveal" podem ser ouvidas no seu MySpace. Atualmente, Fabrice está gravando faixas para seu segundo álbum solo, com data de lançamento ainda a ser definida.
Em 2015 Morvan gravou sua nova faixa intitulada "Traffic jam"  com a produção de Mike Jolly.

## Discografia

### Milli Vanilli
- All or Nothing (1988)
- All or Nothing (US Remix Album) (1989)
- Girl You Know It's True (1989)
- The Remix Album (1990)
- The Hits That Shook the World (1990) (álbum promo)
- Back and in Attack (1998) (álbum estúdio)
- Greatest Hits (2007)

### Rob & Fab
- Rob & Fab (1993)

### Solo
- Love Revolution (2003)
- Roll  (TBA 2008/9)